# Christoph Bosse
August Julius Christoph Bosse (* 22. Januar 1863 in Roßla; † 23. Dezember 1950 in Göttingen) war ein deutscher Regierungsbeamter und Abgeordneter.
Von 1892 bis 1905 war Christoph Bosse Landrat des preußischen Kreises Minden in Westfalen.

## Leben
Christoph Bosse wurde 1863 als Sohn des kgl. preuß. Kultusminister Robert Bosse (1832–1901) und der Julie Auguste Alwine Lindenbein (1835–1900) geboren. Er studierte Rechtswissenschaften und Kunstgeschichte an der Universität Göttingen und legte die Prüfungen zum Gerichts-Referendar und Regierungs-Assessor ab. Im Jahre 1881 wurde er bei der Landsmannschaft Gottinga zu Göttingen aktiv. Er war auch Mitglied der Landsmannschaft Silesia Greifswald.
Christoph Bosse war als Freiwilliger Soldat des 2. Hessischen Infanterie-Regiments Nr. 82 in Göttingen und wurde später Premier-Leutnant der Reserve dieses Regiments. Von 1883 bis 1892 war er an verschiedenen Gerichten und Regierungsbehörden tätig, seit 1890 beim Landratsamt in Minden. 1892 wurde er mit der Verwaltung des Landratsamtes in Minden beauftragt und am 4. April 1893 schließlich zum Landrat des Kreises Minden ernannt. Am 28. Dezember 1905 wurde Christoph Bosse mit der Verwaltung der Stelle des Verwaltungsdirektors der königlichen Museen in Berlin beauftragt und am 28. Juni 1906 zum Verwaltungsdirektor ernannt. Im Jahr 1913 wurde er Kurator der Universität Greifswald. Mit Erreichen der Altersgrenze trat Christoph Bosse am 31. März 1928 in den Ruhestand. Von 1904 bis 1908 war er Mitglied des preußischen Abgeordnetenhauses für den Wahlkreis Minden 1 (Minden - Lübbecke).
Christoph Bosse war evangelisch und verheiratet.

## Auszeichnungen
Landwehrdienstauszeichnung I. Klasse, Roter Adlerorden IV. Klasse, Geheimer Regierungsrat.